# むねきち
むねきちは、日本の漫画家。

## 作品一覧

### 連載漫画
- スタンバイMDS（『まんがタイムきらら』2006年5月号 - 10月号）
- まーぶるインスパイア（『まんがタイムきらら』2006年11月号 - 2012年4月号）
- プクポン〜みんなのはじまり〜（『まんがタイムオリジナル』2007年2月号 - 2008年2月号）
- サトリップ（『コミックエール!』Vol.8 - 12）※連続ゲスト扱い
- ヒマん娘（『4コマnanoエース』2011年 - 2012年）
- 宇宙炉心ムーモ（『月刊コミックブレイド』2011年6月号 - 2012年6月号→『ブレイドオンライン』 - 2013年8月）
- 入ってますよ、HENTAIさん。（『月刊ドラゴンエイジ』2014年8月号 - 2015年4月号）

### アンソロジー

#### 傑作選
- Soft Impactリーフプラス（宙出版）
- Dive Moon -TYPE MOON傑作選（宙出版）

#### 参加したアンソロジー
- Kanon（一迅社）
- 誰彼（一迅社）
- To Heart（一迅社）…VOL.1、3、4、5、6、7、8
- To Heart 4コマKINGS（一迅社）…VOL.1、2
- まじかる☆アンティーク（一迅社）…VOL.1（+裏表紙イラスト）、2（+折り返しイラスト）、3、4
- Kanon（宙出版）
- ToHeart2（宙出版）…second period
- ToHeart2（FOX出版）…VOL.2
- ひだまりスケッチアンソロジー（1）（芳文社）